# Großer Tauernsee
Der Große Tauernsee (auch Großer Tauern-See) ist ein See in der Gemeinde Bad Gastein im österreichischen Bundesland Salzburg.

## Geografie
Der Große Tauernsee befindet sich in der Katastralgemeinde Böckstein der Gemeinde Bad Gastein und im Nationalpark Hohe Tauern. Er liegt auf einer Höhe von 2165 m ü. A. Die umstehenden Berge sind der Viehzeitkogel (2480 m ü. A.) im Nordosten, der Schönbretterkogel (2733 m ü. A.) im Südosten, der Grünecker-See-Spitz (2568 m ü. A.) beim Gebirgspass Korntauern im Süden und der Rosskarkopf (2561 m ü. A.) im Westen.
Der See erstreckt sich über eine Fläche von 0,72 ha. Er ist 135 m lang und 70 m breit und hat einen Umfang von 355 m. Seine maximale Tiefe beträgt 6 m. Das Gewässer ist mit Ausnahme des nordwestlichen Ufers von Gneis-Felswänden umgeben. Durch den See fließt mit dem Tauernbach ein linker Nebenbach des Anlaufbachs. Weitere Gebirgsseen im Einzugsgebiet des Anlaufbachs sind der Grasleitensee, der Obere und der Untere Hörkarsee, der Kreuzkogelsee und der Woisgensee.
Beim Großen Tauernsee verläuft der Mindener Weg zwischen dem Tal des Anlaufbachs und der Mindener Hütte. Der Wanderweg ist nach der Sektion Minden des Deutschen Alpenvereins benannt und entspricht einem Saumpfad des 15. und 16. Jahrhunderts.

## Ökologie
Der Große Tauernsee ist ein oligotropher (nährstoffarmer) See mit sehr großem ökologischem Wert. Er liegt in der Gamswild-Ruhezone Hoher Tauern, die von 1. Dezember bis 31. Mai nicht betreten werden darf.